# Gold on the Ceiling
«Gold on the Ceiling» —en español: «Oro en el techo»— es una canción de la banda estadounidense de rock The Black Keys. Es la tercera canción de su séptimo álbum de estudio de El Camino y fue lanzado como segundo sencillo del disco el 25 de febrero de 2012.

## Videos musicales
Dos videos fueron filmados para la canción. La primera, dirigida por Reid Long, cuenta con imágenes de los conciertos de la banda, realizados durante la gira musical.
Un segundo vídeo musical, dirigido por Harmony Korine, fue realizado antes del lanzamiento del sencillo, pero no fue lanzado hasta mayo de 2012. El video muestra a los miembros de la banda usando ropa de Baby Björns y es llevado por doppelgängers gigantes , interpretados por dos jugadores de baloncesto de los dos hombres es Belmont Bruins.

## Uso en los medios populares
"Gold on the Ceiling" fue utilizado en una campaña de publicidad en televisión prominente para 2012 NCAA Men's Division I Basketball Tournament nombrado "Brackets Everywhere" en Turner Sports y las redes de CBS Sports. Junto con la atracción en los anuncios publicitarios para el torneo, la canción fue utilizado durante la cobertura en el juego de los juegos.
Una mix de la canción también se utiliza en un anuncio de 2012 del Reino Unido para la cerveza india Cobra. The Sweet (con el guitarrista Andy Scott como único miembro original) realizó un cover de esta canción en su álbum de 2012 New York Connection. También fue lanzado como contenido descargable para el videojuego Rocksmith. Los primeros segundos de la canción, así como el final de la canción se escucha al comienzo de la temporada de NCIS del episodio 9, "The Good Son".
Se utiliza en los anuncios de la serie de televisión Veep. Que aparece en el videojuego MLB 12: The Show. También se utiliza en la segunda mitad del tráiler de The Campaign, protagonizada por Will Ferrell y Zach Galifianakis. La canción se puede escuchar en un episodio de Workaholics titulado: "To Kill a Chupacabraj". La canción también se realizó en vivo en los MTV Movie Awards 2012 por la banda, acompañado a la guitarra por Johnny Depp. Ha sido versionado por One Direction durante un concierto el 1 de junio de 2012. NBC Sports ha realizado montajes de vídeo con "Gold on the Ceiling" durante los Juegos Olímpicos de Verano de 2012 en honor de los atletas olímpicos que han ganado medallas de oro. En la actualidad, se utiliza como el tema principal de NASCAR: Race Day on SPEED.
En Chile, la canción aparece en la banda sonora de La Sexóloga de Chilevisión. y también fue utilizado en varios sketches del programa humorístico El club de la comedia

## Posicionamiento en listas y certificaciones
| Listas (2012)                               | Mejor posición |
| ------------------------------------------- | -------------- |
| Australia (ARIA)                            | 34             |
| Bélgica (Flandes) (Ultratip Bubbling Under) | 2              |
| Bélgica (Valonia) (Ultratip Bubbling Under) | 14             |
| Canadá (Canadian Hot 100)                   | 51             |
| Canadá (Active Rock)                        | 1              |
| Canadá (Alternative Rock)                   | 1              |
| Estados Unidos (Billboard Hot 100)          | 94             |
| Estados Unidos (Alternative Songs)          | 1              |
| Estados Unidos (Mainstream Rock Tracks)     | 9              |
| Estados Unidos (Rock Songs)                 | 2              |
| Irlanda (IRMA)                              | 45             |
| Reino Unido (The Official Charts Company)   | 57             |

| País      | Organismo certificador | Certificación    | Ventas |
| --------- | ---------------------- | ---------------- | ------ |
| Australia | ARIA                   | Disco de Platino | 70 000 |
| Canadá    | Music Canada           | Disco de Oro     | 40 000 |

### Sucesión en listas
| Predecesor: «Somebody That I Used to Know» de Gotye con Kimbra «Tongue Tied» de Grouplove | Alternative Songs — Sencillo número uno 2 de junio de 2012 — 29 de junio de 2012 7 de julio de 2012 — 20 de julio de 2012 | Sucesor: «Tongue Tied» de Grouplove «Little Talks» de Of Monsters and Men |